# Équipe du Brésil de football à la Coupe des confédérations 2009
L'équipe du Brésil de football participe à sa 6e Coupe des confédérations lors de l'édition 2009 qui se tient en Afrique du Sud du 14 juin 2009 au 28 juin 2009. Elle se rend à la compétition en tant que vainqueur de la Copa América 2007, le championnat d'Amérique du Sud.
Les Brésiliens remportent pour la 3e fois la compétition après leurs victoires en 1997 et 2005. Ils se classent premiers du groupe B puis ils battent l'Afrique du Sud en demi-finale et les États-Unis lors de la finale.
L'équipe affiche un bilan de cinq victoires en cinq matchs. À titre individuel, Kaká est élu meilleur joueur du tournoi et Luís Fabiano termine meilleur buteur avec cinq réalisations.

## Résultats

### Phase de groupes
| Rang | Équipe     | Pts | J | G | N | P | Bp | Bc | Diff |
| ---- | ---------- | --- | - | - | - | - | -- | -- | ---- |
| 1    | Brésil     | 9   | 3 | 3 | 0 | 0 | 10 | 3  | +7   |
| 2    | États-Unis | 3   | 3 | 1 | 0 | 2 | 4  | 6  | -2   |
| 3    | Italie     | 3   | 3 | 1 | 0 | 2 | 3  | 5  | -2   |
| 4    | Égypte     | 3   | 3 | 1 | 0 | 2 | 4  | 7  | -3   |

| 15 juin 2009                      | Brésil                                           | 4 - 3   | Égypte                                       | Free State Stadium, Mangaung/Bloemfontein    |                                              |
| 16:00 · Historique des rencontres | Kaká 5e 90e (pen.) · Luís Fabiano 12e · Juan 37e | (3 - 1) | Zidan 9e 55e · Shawky 54e · al-Muhammadi 89e | Spectateurs : 27 851 Arbitrage : Howard Webb | Spectateurs : 27 851 Arbitrage : Howard Webb |
| 16:00 · Historique des rencontres | (Rapport)                                        |         |                                              | Spectateurs : 27 851 Arbitrage : Howard Webb | Spectateurs : 27 851 Arbitrage : Howard Webb |

| 18 juin 2009                      | États-Unis   | 0 - 3   | Brésil                             | Loftus Versfeld Stadium, Tshwane/Pretoria        |                                                  |
| 16:00 · Historique des rencontres | Kljestan 57e | (0 - 2) | Melo 7e · Robinho 20e · Maicon 62e | Spectateurs : 39 617 Arbitrage : Massimo Busacca | Spectateurs : 39 617 Arbitrage : Massimo Busacca |
| 16:00 · Historique des rencontres | (Rapport)    |         |                                    | Spectateurs : 39 617 Arbitrage : Massimo Busacca | Spectateurs : 39 617 Arbitrage : Massimo Busacca |

| 21 juin 2009                      | Italie    | 0 - 3   | Brésil                                   | Loftus Versfeld Stadium, Tshwane/Pretoria         |                                                   |
| 20:00 · Historique des rencontres |           | (0 - 3) | Luís Fabiano 37e 43e · Dossena 45e (csc) | Spectateurs : 41 195 Arbitrage : Benito Archundia | Spectateurs : 41 195 Arbitrage : Benito Archundia |
| 20:00 · Historique des rencontres | (Rapport) |         |                                          | Spectateurs : 41 195 Arbitrage : Benito Archundia | Spectateurs : 41 195 Arbitrage : Benito Archundia |

### Demi-finale
| 25 juin 2009                      | Brésil    | 1 - 0 | Afrique du Sud | Ellis Park Stadium, Johannesbourg                |                                                  |
| 20:00 · Historique des rencontres | Alves 88e |       |                | Spectateurs : 48 049 Arbitrage : Massimo Busacca | Spectateurs : 48 049 Arbitrage : Massimo Busacca |
| 20:00 · Historique des rencontres | (Rapport) |       |                | Spectateurs : 48 049 Arbitrage : Massimo Busacca | Spectateurs : 48 049 Arbitrage : Massimo Busacca |

### Finale
| 28 juin 2009                      | États-Unis                | 2 - 3   | Brésil                           | Ellis Park Stadium, Johannesbourg               |                                                 |
| 20:00 · Historique des rencontres | Dempsey 10e · Donovan 27e | (2 - 0) | Luís Fabiano 46e 74e · Lúcio 84e | Spectateurs : 52 291 Arbitrage : Martin Hansson | Spectateurs : 52 291 Arbitrage : Martin Hansson |
| 20:00 · Historique des rencontres | (Rapport)                 |         |                                  | Spectateurs : 52 291 Arbitrage : Martin Hansson | Spectateurs : 52 291 Arbitrage : Martin Hansson |

## Effectif
Une première liste de 23 joueurs constituant l'équipe du Brésil est donnée le 22 mai 2009. Le 29 mai 2009, le défenseur Miranda et le milieu de terrain Kléberson remplacent respectivement Alex et Anderson, tous deux blessés. Statistiques arrêtées le 29 juin 2009.
| Numéro / Nom       | Numéro / Nom    | Equipe actuelle        | Sél.            | Date de naissance | J.              |                 |                 |                 |                 |
| Gardiens de but    | Gardiens de but | Gardiens de but        | Gardiens de but | Gardiens de but   | Gardiens de but | Gardiens de but | Gardiens de but | Gardiens de but | Gardiens de but |
| ------------------ | --------------- | ---------------------- | --------------- | ----------------- | --------------- | --------------- | --------------- | --------------- | --------------- |
| 1                  | Júlio César     | Inter Milan            | 39 (0)          | 3 septembre 1979  | 5               | 0               | 0               | 0               | 0               |
| 23                 | Heurelho Gomes  | Tottenham Hotspur      | 9 (0)           | 19 janvier 1983   | 0               | 0               | 0               | 0               | 0               |
| 12                 | Victor          | Grêmio Porto Alegrense | 0 (0)           | 13 décembre 1976  | 0               | 0               | 0               | 0               | 0               |
| Défenseurs         |                 |                        |                 |                   |                 |                 |                 |                 |                 |
| 16                 | André Santos    | SC Corinthians         | 5 (0)           | 8 mars 1983       | 5               | 0               | 2               | 0               | 0               |
| 13                 | Dani Alves      | FC Barcelone           | 26 (2)          | 6 mai 1983        | 3               | 1               | 1               | 0               | 0               |
| 4                  | Juan            | AS Rome                | 76 (6)          | 1er février 1979  | 2               | 1               | 0               | 0               | 0               |
| 6                  | Kléber          | SC Internacional       | 19 (1)          | 1er avril 1980    | 1               | 0               | 0               | 0               | 0               |
| 3                  | Lúcio           | Bayern Munich          | 84 (4)          | 8 mai 1978        | 5               | 1               | 1               | 0               | 0               |
| 14                 | Luisão          | SL Benfica             | 40 (2)          | 13 février 1981   | 4               | 0               | 0               | 0               | 0               |
| 2                  | Maicon          | Inter Milan            | 49 (5)          | 26 juillet 1981   | 4               | 1               | 0               | 0               | 0               |
| 15                 | Miranda         | Sao Paulo              | 2 (0)           | 7 septembre 1984  | 1               | 0               | 0               | 0               | 0               |
| Milieux de terrain |                 |                        |                 |                   |                 |                 |                 |                 |                 |
| 7                  | Elano           | Manchester City        | 34 (6)          | 14 juin 1981      | 2               | 0               | 0               | 0               | 0               |
| 5                  | Felipe Melo     | AC Fiorentina          | 10 (2)          | 26 août 1983      | 5               | 1               | 2               | 0               | 0               |
| 8                  | Gilberto Silva  | Panathinaikos          | 79 (3)          | 7 octobre 1976    | 5               | 0               | 0               | 0               | 0               |
| 17                 | Josué           | VfL Wolfsburg          | 25 (1)          | 19 juillet 1979   | 1               | 0               | 0               | 0               | 0               |
| 19                 | Júlio Baptista  | AS Rome                | 41 (4)          | 1er octobre 1981  | 1               | 0               | 0               | 0               | 0               |
| 10                 | Kaká            | Real Madrid            | 73 (28)         | 22 avril 1982     | 5               | 2               | 0               | 0               | 0               |
| 20                 | Kléberson       | Flamengo               | 19 (2)          | 19 juin 1979      | 2               | 0               | 0               | 0               | 0               |
| 18                 | Ramires         | Cruzeiro EC            | 7 (0)           | 24 mars 1987      | 5               | 0               | 0               | 0               | 0               |
| Attaquants         |                 |                        |                 |                   |                 |                 |                 |                 |                 |
| 21                 | Alexandre Pato  | AC Milan               | 8 (1)           | 2 septembre 1989  | 1               | 0               | 0               | 0               | 0               |
| 9                  | Luís Fabiano    | FC Séville             | 32 (22)         | 8 novembre 1980   | 5               | 5               | 0               | 0               | 0               |
| 22                 | Nilmar          | SC International       | 8 (2)           | 14 juillet 1984   | 1               | 0               | 0               | 0               | 0               |
| 11                 | Robinho         | Manchester City        | 73 (21)         | 25 janvier 1984   | 5               | 1               | 0               | 0               | 0               |
| Sélectionneur      |                 |                        |                 |                   |                 |                 |                 |                 |                 |
|                    | Dunga           |                        | 31 octobre 1963 |                   |                 |                 |                 |                 |                 |